# Kaash
Pour plus de détails, voir Fiche technique et Distribution.
Kaash est un drame, en langue hindoue, réalisé en 1987, par Mahesh Bhatt. Le film met en vedette Dimple Kapadia, Jackie Shroff et Anupam Kher. Comme plusieurs autres films de Mahesh Bhatt, des années 1980, Kaash a été décrit comme un film semi-artistique et, à sa sortie, a été salué par la critique,.

## Synopsis
Ritesh (Jackie Shroff), une star de cinéma populaire et sa femme Pooja (Dimple Kapadia) mènent une vie riche avec leur enfant Romi, âgé de sept ans. Cependant, après une série d'échecs inattendus au box-office et d'énormes pertes, il est traqué par les créanciers et, par conséquent, le couple vend tous ses biens personnels et ses affaires. Frustré et aigri par le plongeon de sa carrière, Ritesh devient alcoolique. Pooja, qui prend sur elle de s'occuper de la famille, a plusieurs emplois. Cela conduit à des différends permanents entre les deux, et Romi, leur enfant, devient un spectateur silencieux de leurs disputes et disputes constantes à la maison.
Un jour, dans un hôtel où Pooja travaille comme femme de chambre, elle est molestée par un voyou. Un étranger appelé Alok (Anupam Kher) sauve Pooja et lui offre un emploi dans son entreprise, au grand dam de Ritesh, qui préférerait qu'elle reste chez lui. Ritesh estime que c'est la goutte d'eau qui fait déborder le vase pour lui. Il demande à Pooja de choisir entre son travail, sa famille et sa maison. Elle s'en va. Ritesh obtient la garde de Romi, mais découvre bientôt que Romi va mourir d'un cancer du cerveau.
Pour maintenir le bonheur de leur enfant et prendre soin de lui, Ritesh et Pooja acceptent de se réunir et de passer du temps ensemble, en réalisant tous ses souhaits avant son décès. Jetés ensemble dans l'ombre de la mort prochaine de leur enfant, Ritesh et Pooja, en vivant cette épreuve traumatisante, se redécouvrent eux-mêmes et l'un l'autre.

## Fiche technique
Sauf indication contraire, les informations mentionnées dans cette section peuvent être confirmées par la base de données cinématographiques IMDb,  présente dans la section « Liens externes ».
- Titre : Kaash
- Réalisation : Mahesh Bhatt
- Scénario : Mahesh Bhatt
- Musique : Rajesh Roshan (en) et Farooq Qaiser (en)
- Production : Anwar Ali (en) - F.K. Rattonsey - Yokohama Productions
- Langue : Hindi
- Genre : Drame
- Durée : 140 minutes (2 h 20)
- Dates de sorties en salles :
  -  Inde : 4 septembre 1987

## Distribution
- Jackie Shroff : Ritesh
- Dimple Kapadia : Pooja
- Master Makrand : Romi
- Anupam Kher : Alok
- Satish Kaushik : Jagan (Apparition spéciale)
- Mehmood : Jin (Apparition spéciale)
- Dalip Tahil : Vijay

## Réception
Le film a reçu des avis positifs de la part des critiques. La réalisation, l'histoire et les performances ont été abondamment saluées. Le critique de cinéma Akshay Shah de Planet Bollywood écrit :

« Kaash est une représentation pertinente des émotions les plus hautes et les plus fines. Il est considéré, avec Anand, Mili et Khamoshi, comme l'un des meilleurs films déchirant du cinéma indien. »

Shah écrit à propos des performances de Jackie Shroff et Dimple Kapadia que « Jackie en tant que mari et père alcoolique, frustré et en colère est parfait dans la première moitié et encore meilleur dans la deuxième moitié en tant que père gentil et attentionné. Sa prestation ici est déchirante et elle est considérée, avec Gardish et Parinda, comme l'une de ses meilleures performances... Dimple Kapadia a toujours été une actrice de fond et elle interprète ce rôle avec élan et facilité... C'est Jackie et Dimple qui font de ce film un classique ».
La mise en scène de Mahesh Bhatt a également été reçue positivement : « Il est un maître des scènes émotionnelles, comme il l'a prouvé à maintes reprises, et il extrait les meilleures performances de ses vedettes. L'émotion est finalement ce qui fait de Kaash un délice pour les spectateurs et un film à voir absolument ».
Dans un article de 2000, passant en revue les deux dernières décennies du cinéma hindi, Bhawana Somaaya de The Hindu écrit : « Kaash... consolide la position de Mahesh Bhatt dans l'industrie en tant que réalisateur avec lequel il faut compter... Le film reconnaît Dimple Kapadia et Jackie Shroff comme artistes de la scène ». M.L. Dhawan de The Tribune, tout en documentant les célèbres films hindis de 1987, a décrit le film comme « un mélodrame sensible et sentimental », notant en outre que « Jackie and Dimple a donné des performances intenses qui venaient tout droit du cœur ».
Pritish Nandy, éditeur de l'hebdomadaire indien The Illustrated Weekly, a critiqué le film, le qualifiant de « film le plus louche » de Bhatt, mais il a fait l'éloge des performances, notant Shroff pour sa « puissante performance » et l'écriture de Kapadia, « Dimple réalise l'impossible. Dépourvue de son maquillage pailleté, de son glamour et de ses manières filmiques, elle prend vie comme jamais auparavant : belle, sensible, intense. On a presque l'impression d'avoir découvert une nouvelle actrice à l'écran ».

### Note
- (en) Cet article est partiellement ou en totalité issu de l’article de Wikipédia en anglais intitulé « Kaash » (voir la liste des auteurs).